# Георги Геров
Георги Петров Геров – виден търговец и общественик от Русе.
Роден е през 1839 г. в гр. Пирдоп.
Пръв директор на земеделското практическо училище в Образцов чифлик. Собственик на мелница.
Депутат във II ОНС (1880 – 1881), II ВНС и III ОНС, III ВНС (1886 – 1887) и V ВНС (1911).
Той е член на Либералната партия на Драган Цанков, член на управителния съвет на първото застрахователно дружество „България“ (1891), основано в Русе, собственик заедно с Георги Губиделников на тухларната фабрика „Труд“.
Георги Геров дарява 40 000 златни лева за построяване на читалище в родния си град Пирдоп.
Дъщеря му Райна (1876 – 1955) се омъжва за адвоката Константин Милчев, но овдовява рано, след което се омъжва за германския аристократ Фридрих Плайкарт Аугуст Лудвиг (Фриц) фон Геминген.
Датата на смъртта му е неизвестна.

## Памет
Има улица в гр. Пирдоп на негово име.